# スターダムバウンド
スターダムバウンド (Stardom Bound) は、アメリカ合衆国生産の競走馬、繁殖牝馬。おもな勝ち鞍に、2008年のデルマーデビュータントステークス、オークリーフステークス、BCジュヴェナイルフィリーズ、2009年のラスヴァージネスステークス、サンタアニタオークス。

## 競走馬時代
- 特記事項なき場合、本節の出典はEQIBASE[1]

2008年7月20日、デルマー競馬場でのメイドン競走でデビューして2着となると、2走目に未勝利の身ながらG3競走ソレントステークスに出走し2着に入る。依然未勝利ながらデルマーデビュータントステークスに駒を進め、レースでは後続に4馬身4分の1差つけて初勝利をＧ1競走で飾ることとなった。続くオークリーフステークスも2着に2馬身差をつけてG1競走2連勝としてブリーダーズカップ・ジュヴェナイルフィリーズに向かい、レースではここでも後方に控え、最終コーナーで押し上げて直線で先頭に立ち、後方から追い込んできたドリームエクスプレスの追撃を1馬身半差おさえてゴール。そのレースぶりから、当時4歳のゼニヤッタに準えて「ゼニヤッタ・ジュニア」との声もかかった。G1競走3連勝で、エクリプス賞最優秀2歳牝馬に選出された。
3歳を迎えた2009年2月、2009年いっぱいまでレースに使って引退し、2010年に二冠馬ビッグブラウンと交配するプランが明らかになる。直後の2月7日のラスヴァージネスステークスから始動し、レースでは出脚がつかず最後方からとなってしまうが、最後の直線で他馬をまとめて交わして勝利しG1競走4連勝。レース後にはオーナーサイドから4月4日のサンタアニタダービーで牡馬と対戦するプランも明かされたが、最終的には3月7日のサンタアニタオークスに向かい、相変わらずの後方からレースからゴール手前で先行馬を交わしてG1競走5連勝とした。しかし、4月のアッシュランドステークスで、サンタアニタオークスで3着に負かしていた伏兵フーワイから2馬身差の3着に敗れて、G1競走6連勝はならなかった。レース後はケンタッキーオークスには向かわず休養に入り、11月のガゼルステークスで復帰もテストステークスの勝ち馬フラッシングの5着に終わり、4歳となった2010年もエルエンシノステークス2着、ラカナダステークス7着と連敗を重ね、4月11日のアローワンス競走5着が最後のレースとなって引退した。

## 競走成績
以下の内容は、EQIBASEの情報および記載法に基づく。
| 出走日     | 競馬場             | 競走名                     | 格 | 距離   | 着順 | 騎手            | 着差      | 1着（2着）馬      |
| ---------- | ------------------ | -------------------------- | -- | ------ | ---- | --------------- | --------- | ----------------- |
| 2008.07.20 | デルマー           | メイドン競走               |    | AW5.5f | 2着  | M. スミス       | ハナ      | Turtle Creek Babe |
| 2008.08.06 | デルマー           | ソレントS                  | G3 | AW6.5f | 2着  | M. スミス       | 1馬身     | Evita Argentina   |
| 2008.09.01 | デルマー           | デルマーデビュータントS    | G1 | AW7f   | 1着  | M. スミス       | 4 1/4馬身 | (Palacio de Amor) |
| 2008.09.27 | サンタアニタパーク | オークリーフS              | G1 | AW8.5f | 1着  | M. スミス       | 3 1/2馬身 | (Palacio de Amor) |
| 2008.10.24 | サンタアニタパーク | BCジュヴェナイルフィリーズ | G1 | AW8.5f | 1着  | M. スミス       | 1 1/2馬身 | (Dream Empress)   |
| 2009.02.07 | サンタアニタパーク | ラスヴァージネスS          | G1 | AW8f   | 1着  | M. スミス       | 1 1/4馬身 | (Haka)            |
| 2009.03.07 | サンタアニタパーク | サンタアニタオークス       | G1 | AW8.5f | 1着  | M. スミス       | ハナ      | (Third Dawn)      |
| 2009.04.04 | キーンランド       | アッシュランドS            | G1 | AW8.5f | 3着  | M. スミス       | 3馬身     | Hooh Why          |
| 2009.11.28 | アケダクト         | ガゼルS                    | G1 | D9f    | 5着  | M. スミス       | 6 1/2馬身 | Flashing          |
| 2010.01.17 | サンタアニタパーク | エルエンシノS              | G2 | AW8.5f | 2着  | M. スミス       | 1 1/4馬身 | Pretty Unusual    |
| 2010.02.14 | サンタアニタパーク | ラカナダS                  | G2 | AW9f   | 7着  | J. ルパルー     | 5 1/2馬身 | Striking Dancer   |
| 2010.04.11 | キーンランド       | アローワンス競走           |    | T8f    | 5着  | R. アルバラード | 4 1/2馬身 | Keertana          |

## 引退後
引退後はケンタッキー州レキシントンのブルーウォーターファームで繁殖牝馬となる。直後にビッグブラウンとの仔を受胎した状態で購買され、当初は購買者が伏せられていたが、のちに実際の購買者は吉田勝己で個人的に購買したことが判明した。購買の結果日本へ輸出され、ノーザンファームで繋養されている。

### 産駒一覧
|       | 生年   | 馬名                     | 性    | 毛色 | 父                 | 馬主                               | 管理調教師                   | 戦績                      | 主な勝利競走 | 供用         | 出典   |
| ----- | ------ | ------------------------ | ----- | ---- | ------------------ | ---------------------------------- | ---------------------------- | ------------------------- | ------------ | ------------ | ------ |
| 初仔  | 2011年 | シーサイドバウンド       | 牡→騸 | 芦毛 | Big Brown          | （有）サンデーレーシング           | 栗東・石坂正                 | 18戦1勝                   |              | （引退）     | [ 21 ] |
| 2番仔 | 2012年 | キングカヌヌ             | 牡    | 芦毛 | キングカメハメハ   | （有）サンデーレーシング →大西洋平 | 栗東・石坂正 →西脇・田村彰啓 | 38戦2勝（うち地方9戦0勝） |              | （引退）     | [ 22 ] |
| 3番仔 | 2014年 | エイプリルミスト         | 牝    | 芦毛 | ディープインパクト | （有）サンデーレーシング           | 美浦・手塚貴久               | 19戦3勝                   |              | （繁殖牝馬） | [ 23 ] |
| 4番仔 | 2016年 | サトノボヌール           | 牝    | 芦毛 | ロードカナロア     | （株）サトミホースカンパニー       | 栗東・安田隆行               | 5戦0勝                    |              | （繁殖牝馬） | [ 24 ] |
| 5番仔 | 2017年 | リアム                   | 牡    | 鹿毛 | ディープインパクト | （有）サンデーレーシング           | 美浦・萩原清                 | 18戦3勝                   |              | （引退）     | [ 25 ] |
| 6番仔 | 2018年 | スターダムバウンドの2018 | 牝    |      | ハーツクライ       |                                    |                              |                           |              | 不出走       | [ 26 ] |
| 7番仔 | 2022年 | ペンダンティフ           | 牝    | 栗毛 | オルフェーヴル     | （有）キャロットファーム           | 栗東・茶木太樹               | 2戦0勝                    |              | （現役）     | [ 27 ] |

- 2025年4月18日現在

## 血統表
| スターダムバウンドの血統                | スターダムバウンドの血統                                           | スターダムバウンドの血統                                           | （血統表の出典）                                                   | （血統表の出典） |
| 父系                                    | シアトルスルー系                                                   | シアトルスルー系                                                   | シアトルスルー系                                                   | [ § 2 ]          |
| 父 Tapit 2001 芦毛 アメリカ             | 父の父Pulpit 1994 栗毛 アメリカ                                    | A.P. Indy                                                          | Seattle Slew                                                       | Seattle Slew     |
| 父 Tapit 2001 芦毛 アメリカ             | 父の父Pulpit 1994 栗毛 アメリカ                                    | A.P. Indy                                                          | Weekend Surprise                                                   |                  |
| 父 Tapit 2001 芦毛 アメリカ             | 父の父Pulpit 1994 栗毛 アメリカ                                    | Preach                                                             | Mr. Prospector                                                     | Mr. Prospector   |
| 父 Tapit 2001 芦毛 アメリカ             | 父の父Pulpit 1994 栗毛 アメリカ                                    | Preach                                                             | Narrate                                                            |                  |
| 父 Tapit 2001 芦毛 アメリカ             | 父の母Tap Your Heels 1996 芦毛 アメリカ                            | Unbridled                                                          | Fappiano                                                           | Fappiano         |
| 父 Tapit 2001 芦毛 アメリカ             | 父の母Tap Your Heels 1996 芦毛 アメリカ                            | Unbridled                                                          | Gana Facil                                                         |                  |
| 父 Tapit 2001 芦毛 アメリカ             | 父の母Tap Your Heels 1996 芦毛 アメリカ                            | Ruby Slippers                                                      | Nijinsky II                                                        | Nijinsky II      |
| 父 Tapit 2001 芦毛 アメリカ             | 父の母Tap Your Heels 1996 芦毛 アメリカ                            | Ruby Slippers                                                      | Moon Glitter                                                       |                  |
| 母 My White Corvette 1998 芦毛 アメリカ | 母の父Tarr Road 1983 芦毛 アメリカ                                 | Grey Dawn II                                                       | Herbager                                                           | Herbager         |
| 母 My White Corvette 1998 芦毛 アメリカ | 母の父Tarr Road 1983 芦毛 アメリカ                                 | Grey Dawn II                                                       | Polamia                                                            |                  |
| 母 My White Corvette 1998 芦毛 アメリカ | 母の父Tarr Road 1983 芦毛 アメリカ                                 | Pure Reason                                                        | Chieftain                                                          | Chieftain        |
| 母 My White Corvette 1998 芦毛 アメリカ | 母の父Tarr Road 1983 芦毛 アメリカ                                 | Pure Reason                                                        | Reason to Earn                                                     |                  |
| 母 My White Corvette 1998 芦毛 アメリカ | 母の母Wind Chime 1992 栗毛 アメリカ                                | Marfa                                                              | Foolish Pleasure                                                   | Foolish Pleasure |
| 母 My White Corvette 1998 芦毛 アメリカ | 母の母Wind Chime 1992 栗毛 アメリカ                                | Marfa                                                              | Gray Matter                                                        |                  |
| 母 My White Corvette 1998 芦毛 アメリカ | 母の母Wind Chime 1992 栗毛 アメリカ                                | Belles Native                                                      | Raise a Native                                                     | Raise a Native   |
| 母 My White Corvette 1998 芦毛 アメリカ | 母の母Wind Chime 1992 栗毛 アメリカ                                | Belles Native                                                      | Belle's Pocket                                                     |                  |
| 母系(F-No.)                             | (FN:3-c)                                                           | (FN:3-c)                                                           | (FN:3-c)                                                           | [ § 3 ]          |
| 5代内の近親交配                         | Raise a Native 5 x 4 = 9.38%、Mr. Prospector 4 ･ 5（父内） = 9.38% | Raise a Native 5 x 4 = 9.38%、Mr. Prospector 4 ･ 5（父内） = 9.38% | Raise a Native 5 x 4 = 9.38%、Mr. Prospector 4 ･ 5（父内） = 9.38% | [ § 4 ]          |
| 出典                                    | 1. 2. 3. 4.                                                        | 1. 2. 3. 4.                                                        | 1. 2. 3. 4.                                                        | 1. 2. 3. 4.      |